# 103丁目駅 (IRTレキシントン・アベニュー線)
103丁目駅 (103ちょうめえき、英: 103rd Street) は、ニューヨーク市地下鉄レキシントン・アベニュー線の駅である。マンハッタン区のスパニッシュ・ハーレムにあるレキシントン・アベニューと103丁目の交差点に位置し、4系統が深夜のみ、6系統が終日、<6>系統が平日20時45分迄の混雑方向に停車する。

## 駅構造
| G          | 地上階                         | 出入口 |
| M          | 改札階                         | 改札口、駅員詰所、メトロカード自動券売機 |
| P ホーム階 | 相対式ホーム、右側のドアが開く | 相対式ホーム、右側のドアが開く |
| P ホーム階 | 北行緩行線                     | ← 深夜帯：ウッドローン駅行き（110丁目駅） ← 平日午後：パークチェスター駅行き（110丁目駅） ← 平日午後以外：ペラム・ベイ・パーク駅行き（110丁目駅） ← 平日午後：ペラム・ベイ・パーク駅行き（110丁目駅） |
| P ホーム階 | 北行急行線                     | ← 深夜帯以外：通過 |
| P ホーム階 | 南行急行線                     | → 深夜帯以外：通過 → |
| P ホーム階 | 南行緩行線                     | → 深夜帯：ニューロッツ・アベニュー駅行き（96丁目駅）→ ブルックリン・ブリッジ-シティ・ホール駅行き（96丁目駅）→ 平日午前：ブルックリン・ブリッジ-シティ・ホール駅行き（96丁目駅）→                     |
| P ホーム階 | 相対式ホーム、右側のドアが開く | |

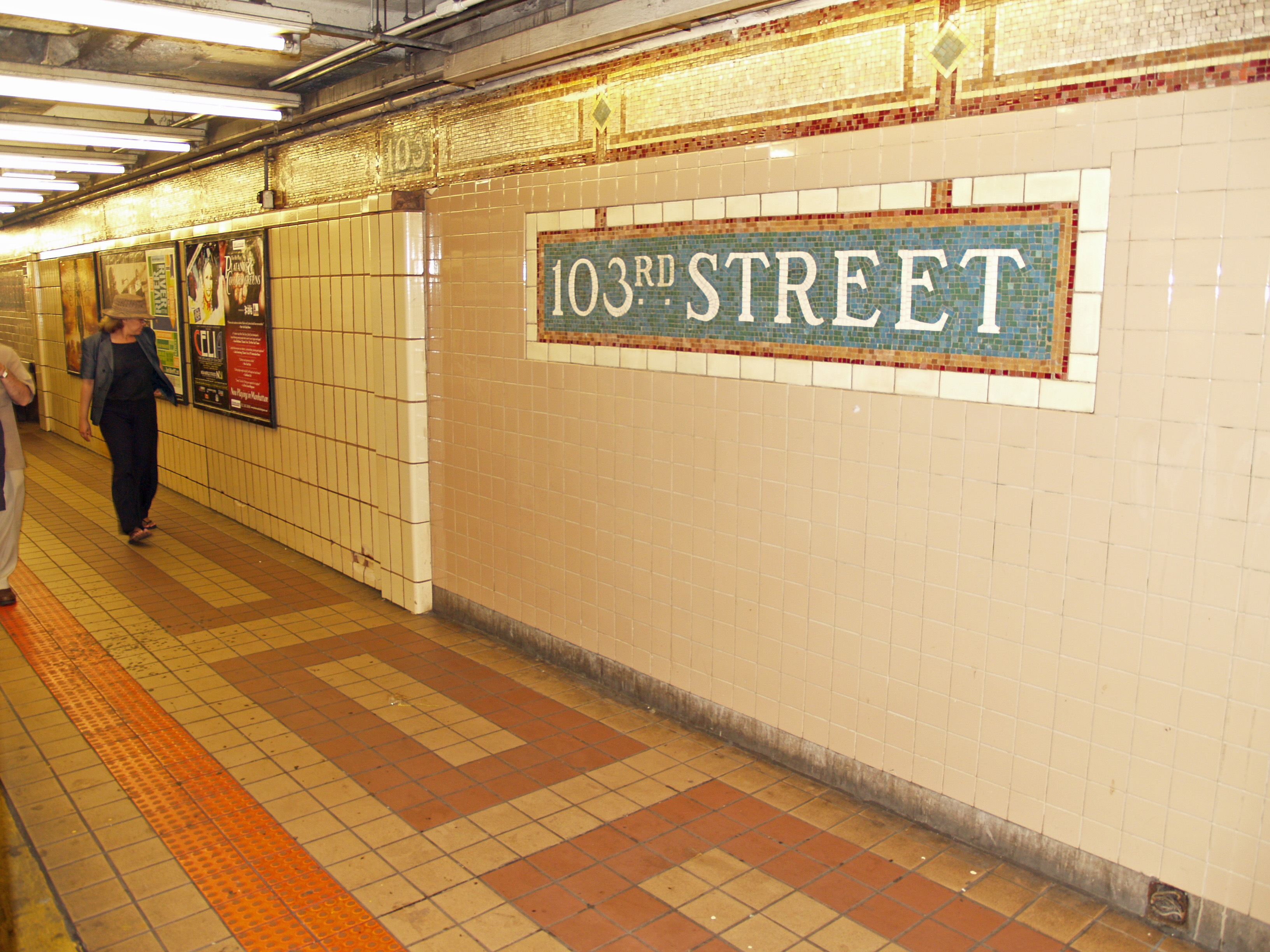
改装前のホーム

1918年7月17日にこの地下駅は開業し、相対式ホーム2面4線を有する。中央にある2つの急行線は日中の4系統と5系統が使用する。110丁目駅を除くすべてのグランド・セントラル-42丁目駅と125丁目駅の間にある他の駅には上の階に緩行線があり、下の階に急行線がある。
両ホームには壁の一定の間隔ごとに「103」と書かれた刻板と「103RD STREET」とタイムズ・ニュー・ローマン字体で書かれた駅名の刻板がある。1990年代の改築前、刻板は横向きに天井から吊るされる形であったが、改築後には撤去された。各ホームの南端に緊急用電話がある。
1990年代陶磁器のアートワーク、ニッツア・タフィノによる『Neo-Boriken』が設けられた。
2015年に南行ホームが、2016年に北行ホームが改装されている。

### 出入口
改札はホーム上にあり、地上へは2本の階段が接続する。
| 位置                                        | 種類 | 数  |
| ------------------------------------------- | ---- | --- |
| レキシントン・アベニューと103丁目交差点南西 | 階段 | 1本 |
| レキシントン・アベニューと103丁目交差点南東 | 階段 | 1本 |

## ギャラリー

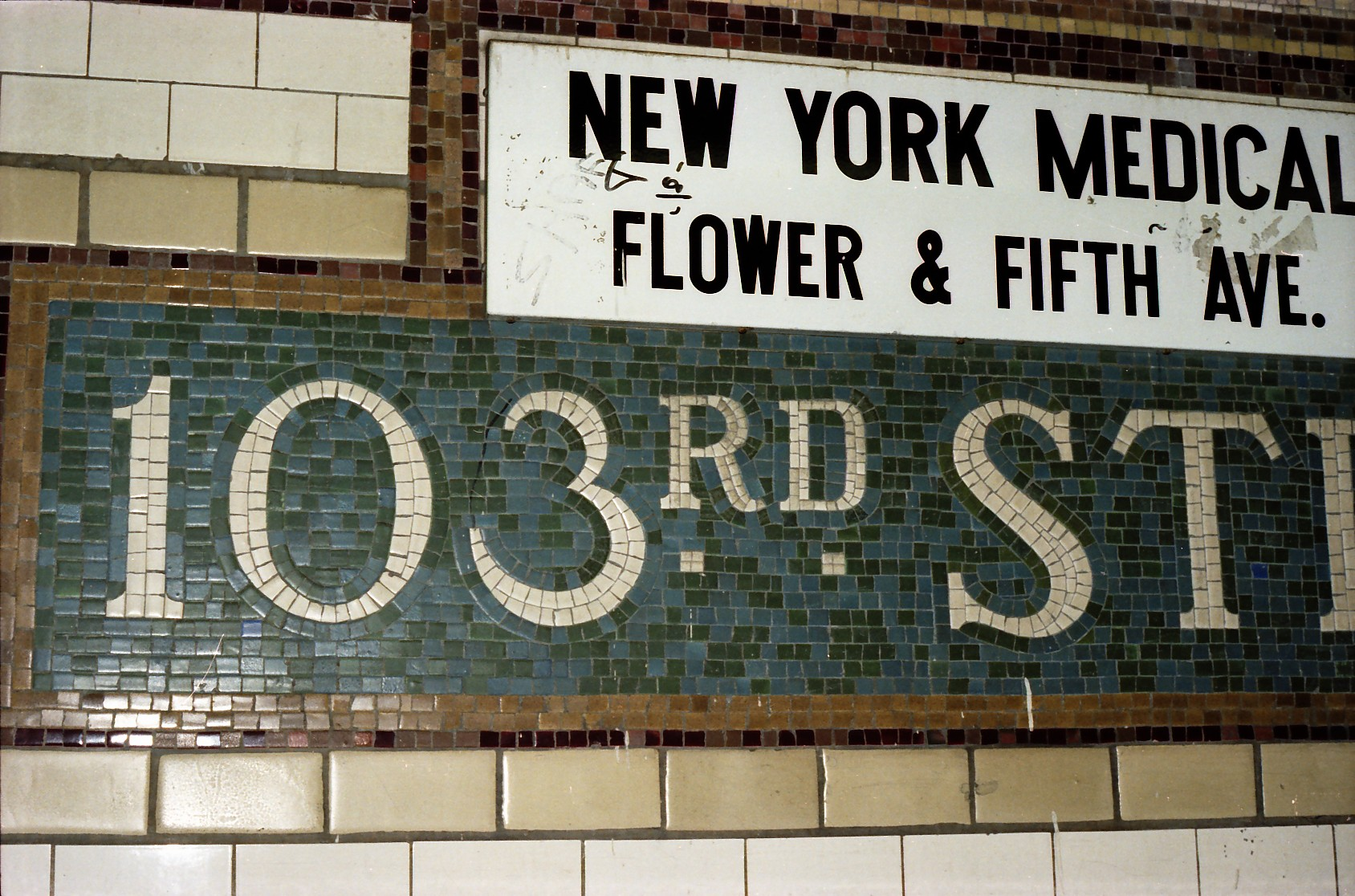
1977年のモザイク